# Pelikaan (motorfiets)
Pelikaan is een Nederlands historisch merk van fietsen en bromfietsen.
De bedrijfsnaam was A.J. Wagelaar, Enschede (1952-?). 
Het Nederlandse bromfietsmerk ontstond toen de heer Wagelaar het Victoria FM 38 L-zijboordblokje in een versterkt fietsframe plaatste. 